# Peter Penashue
Peter Penashue, né le 9 avril 1964, est un homme politique canadien de Terre-Neuve-et-Labrador. Il est élu député de la circonscription de Labrador sous la bannière du Parti conservateur du Canada lors de l'élection fédérale de 2011. Il a démissionné en 2013.

## Biographie
Né en 1964 à Sheshatshiu, Penashue a assumé un certain nombre de rôles de leadership dans la communauté innue du Labrador, allant de directeur des revendications territoriales, directeur général et administrateur financier des Innus Naskapis Montagnais au grand chef de la nation innue.
Penashue a été élu président de la nation innue à l'âge de 26 ans, et a été grand chef de la nation innue, pendant douze ans, de 1990 à 1997 et de 1999 à 2004, et a été le moteur de la négociation des impacts-bénéfices. accord entre la Nation Innu et la Voisey's Bay Nickel Company. Il a également été élu au poste de grand chef adjoint de la nation innue à Sheshatshiu en 2007 et a démissionné le 9 mars 2010.

### Carrière politique
Penashue est le premier Innu du Labrador élu à la Chambre des communes du Canada, le premier Innu ministre de l'histoire du Canada et le premier conservateur élu dans la circonscription de Labrador depuis 1968.
À la suite d'allégations d'irrégularités dans ses dépenses de campagne, Penashue annonce, le 14 mars 2013, sa démission et son intention de se représenter à l'élection partielle. Le 13 mai 2013, il est battu par Yvonne Jones du Parti libéral.
En juillet 2015, sept entreprises ont reconnu avoir fait des dons illégaux à la campagne électorale de Penashue en 2011. Reg Bowers, agent officiel de Penashue lors de la campagne de 2011, a été accusé d'acceptation de contributions illicites d'entreprises en vertu de la Loi électorale du Canada sous trois chefs d'accusation. Penashue a déclaré qu'il se sentait mal pour son ancien agent officiel.
Le 3 septembre 2015, Penashue a été nommé candidat conservateur de son ancienne circonscription aux élections fédérales canadiennes de 2015, à nouveau contre Yvonne Jones. Il a perdu par une marge de plus de 50% et a été poussé à la troisième place.
Penashue a par la suite été l'un des deux représentants de la nation innue au sein du comité consultatif d'experts indépendants chargé d'examiner les problèmes de santé liés au projet hydroélectrique de Muskrat Falls.